# أوردة بين فصيصية
 تتحد الأوردة النجمية لتشكيل الأوردة بين الفصيصات التي تمر بين الأشعة اللبية وتتلقي فروعا من الضفائر حول الأنابيب الملتوية، وبعد أن تصل إلى قواعد أهرامات الكلى، تقوم بالانضمام مع الوريدات المستقيمة الكلوية.

## وصلات خارجية
- صور نسيجية: 16015loa — نظام تعلم علم الأنسجة في جامعة بوسطن - "الجهاز البولي: الكلى، H&E, الشريان والوريد البين فصيصي"